# La Caine
La Caine är en kommun i departementet Calvados i regionen Normandie i norra Frankrike. Kommunen ligger i kantonen Évrecy som ligger i arrondissementet Caen. År 2022 hade La Caine 160 invånare.

## Befolkningsutveckling
Antalet invånare i kommunen La Caine
Referens: INSEE